# Indian Summers
Pour les articles homonymes, voir Indian Summer.
Indian Summers est une série télévisée britannique créée par Paul Rutman. Elle est diffusée depuis le 15 février 2015 sur Channel 4. Une seconde saison finale est diffusée depuis le 15 mars 2016. Bien qu'en cours de scénarisation, la série n'est pas renouvelée pour des saisons supplémentaires.
Indian Summers a été annulée en avril par Channel 4, en raison de mauvaises audiences. L'histoire, qui devait s'étaler sur cinq saisons, s'arrête donc brutalement, à la fin de la seconde...
Indian Summers a été imaginé sur cinq saisons, soit une cinquantaine d’épisodes pour relater la naissance de l’Inde moderne. Mais, entre le coût de production (la série aurait coûté 14 millions de livres) et une audience qui n’est pas au rendez-vous, Channel 4 a décidé de ne pas poursuivre au-delà de la saison 2.
En France, la série est diffusée sur Arte à partir du 29 septembre 2016. La première saison de la série est rediffusée à partir du samedi 26 janvier 2019 sur France Ô et la deuxième saison inédite, non diffusée par Arte, est diffusée sur France Ô depuis le samedi 2 mars 2019.

## Synopsis
Inde britannique, 1932 et 1935. Simla est le lieu de villégiature de la haute société britannique et la capitale estivale des membres du gouvernement colonial pendant l'été indien.

## Fiche technique
- Titre original : Indian Summers
- Création : Paul Rutman
- Réalisation : Anand Tucker, Jamie Payne, David Moore, John Alexander, Jonathan Teplitzky
- Scénario : Paul Rutman, Lisa McGee, Anna Symon
- Production : Charles Pattinson, Elaine Pyke, Paul Rutman, Simon Curtis et Rebecca Eaton
- Sociétés de production : New Pictures, PBS et Biscuit Films
- Distribution : Channel 4
- Pays d'origine :  Royaume-Uni
- Langue originale : anglais
- Lieux de tournage : Malaisie[4]
- Genre : Drame historique
- Durée : 60 minutes
- Dates de diffusion :
  - Royaume-Uni : depuis le 15 février 2015

## Distribution
- Henry Lloyd-Hughes (VF : Stéphane Ronchewski) : Ralph Whelan (saisons 1-2)
- Nikesh Patel (VF : Taric Mehani) : Aafrin Dalal (saisons 1-2)
- Julie Walters (VF : Josiane Pinson) : Cynthia Coffin (saisons 1-2)
- Patrick Malahide (VF : Gabriel Le Doze) : Lord Willingdon (saisons 1-2)
- Art Malik (VF : Jean-François Aupied) : le Maharajah d'Amritpur (saison 2)
- Rachel Griffiths (VF : Véronique Augereau) : Sirene (saison 2)
- Jemima West (VF : elle-même) : Alice Whelan (saisons 1-2)
- Roshan Seth (VF : Gérard Darier) : Darius Dalal (saisons 1-2)
- Lillete Dubey : Roshana Dalal (saisons 1-2)
- Aysha Kala (VF : Géraldine Kannamma) : Sooni Dalal (saisons 1-2)
- Blake Ritson (VF : Anatole de Bodinat) : Charlie Havistock (saison 2)
- Alexander Cobb (VF : Antoine Schoumsky) : Ian McLeod (saisons 1-2)
- Fiona Glascott (VF : Julie Turin) : Sarah Raworth (saisons 1-2)
- Craig Parkinson (VF : Jean-Baptiste Marcenac) : Dougie Raworth (saisons 1-2)
- Olivia Grant (VF : Juliette Degenne) : Madeleine Mathers (saisons 1-2)
- Arjun Mathur : Naresh Banerjee (saison 2)
- Sugandha Garg : Kaira Das (saison 2)
- Amber Rose Revah (VF : Nathalie Doudou) : Leena Prasad (saisons 1-2)
- Rick Warden : Ronnie Keane (saisons 1-2)
- Ashna Rabheru (VF : Elsa Davoine) : Shamshad Dalal (saisons 1-2)
- Indi Nadarajah : Kaiser (saisons 1-2)
- Ash Nair : Bhupinder (saisons 1-2)
- Ellora Torchia (VF : Joséphine Ropion) : Sita (saison 1)
- Edward Hogg : Eugene Mathers (saison 1)
- Alyy Khan (VF : Matthieu Bucatto) : Ramu Sood (saison 1)

## Épisodes

### Première saison (2015)
En 1932, les expatriés anglais quittent New Delhi, étouffante pendant la mousson, pour la station de Simla, en contrebas de l'Himalaya. Alice Whelan, une mystérieuse Anglaise, y rejoint son frère Ralph, qui occupe un poste haut placé dans l'administration coloniale. Propriétaire du British Club, Cynthia Coffin garde un œil sur toutes les affaires animant la société britannique. Dougie Raworth, lui, s'occupe de l'école missionnaire de Simla, tandis que son épouse Sarah s'ennuie ferme. Une saga exotique où se mêle politique et sentiments dans l'Inde des années 1930, alors que la fin de l'Empire britannique approche.

#### 1932
1. Épisode 1 : 1932. Comme à chaque mousson, Ralph Whelan, jeune et ambitieux secrétaire particulier du vice-roi, fuit New Delhi avec toute l'administration britannique pour gagner Simla, au pied de l'Himalaya. Cette année, sa jeune sœur Alice le rejoint en train, avec son bébé mais sans mari, lorsqu'un jeune métis, trouvé inconscient sur la voie, bloque le convoi. Avec son assistante Leena, le missionnaire de l'école locale Dougie Raworth s'empresse de porter secours à l'enfant, au grand dam de Sarah, sa très nerveuse épouse. Le soir à Simla, Cynthia Coffin, la propriétaire du British Club, joue les maîtresses de cérémonie pour célébrer le début de la saison. Mais un homme pénètre dans le jardin et ouvre le feu...
2. Épisode 2 : Si Ralph Whelan a échappé à la mort, le jeune fonctionnaire Aafrin Dalal est grièvement blessé et l'attentat a semé un vent de panique. Le couvre-feu est déclaré et la répression s'intensifie contre les partisans de la désobéissance civile prônée par Gandhi. Fraîchement débarqué d'Écosse, le jeune Ian rejoint la communauté britannique et son oncle, propriétaire endetté d'une plantation de thé. Cynthia tente de convaincre Ralph Whelan de convoler avec Madeleine Mathers, riche héritière américaine dont le père a évité la ruine après la Grande Dépression. Sarah, l'épouse du missionnaire, décide d’enquêter sur la vie privée et secrète d'Alice...
3. Épisode 3 : A Simla, la fête traditionnelle de Sipi permet aux Indiens de pénétrer une fois dans l'année dans le British Club. Ralph et Cynthia, eux, suivent de très près l'enquête en cours sur l'attentat. Pour l'avoir sauvé de la mort et pour s'attacher sa loyauté, Ralph accorde une promotion à Aafrin, employé indien de l'administration coloniale. Sooni, en revanche, la sœur cadette de ce dernier, est arrêtée pour ses activités militantes en faveur de l'indépendance. Quant à Sarah, elle décide de clarifier la situation avec Leena...
4. Épisode 4 : Alors que son oncle vient de mourir, Ian se voit proposer par Ranu, nouveau maître indien de la plantation, le poste de manager. Cynthia accueille très mal cette offre. Convaincu que Ralph n'épousera jamais sa sœur Madeleine, Eugene la somme de rentrer avec lui à Chicago. Sarah confie son intention de renvoyer son jeune fils en Angleterre et, dépitée de ne trouver aucun soutien auprès d'Alice, elle menace de révéler son secret. Le vice-roi est annoncé à Simla...
5. Épisode 5 : Le vice-roi se prépare à célébrer les fiançailles de Madeleine et Ralph par une grande cérémonie. Mais Cynthia apprend que la riche héritière est ruinée. Lors d'un meeting politique, Ralph apporte son soutien au docteur Kamble, représentant des Intouchables, en espérant s'en faire un allié contre le Parti du Congrès. Mais alors qu'il l'invite à une fête, le vice-roi et les hôtes brahmanes sont choqués par sa présence...
6. Épisode 6 : Malgré les conseils de Cynthia, Ralph va à la rencontre de Jaya, la mère d'Adam. Il devient clair que le jeune homme est en fait le père de l'enfant métis, et que l'auteur de l'attentat a tenté de tirer sur lui pour venger sa fille et non pour des mobiles politiques. Ralph promet à Jaya de l'aider et de prendre soin du garçonnet. Quant à Alice et à Aafrin, ils entament une relation amoureuse. Mais Alice se laisse bientôt charmer par le capitaine Billy Farquhar, avant d'apprendre qu'il s'agit d'un ami de son mari...
7. Épisode 7 : Alors que le corps de Jaya, la mère d'Adam, est découvert sans vie, Ralph prétend ne pas la connaître. De son côté, Ian, interrogé par la police, mentionne les accusations de Ramu à l'égard de la jeune femme, selon lesquelles elle l'aurait volé. Ramu est arrêté. Rongé par la culpabilité, Ralph convainc le vice-roi de financer l'orphelinat d'Adam, et Leena devine qu'il est le père de l'enfant. Ralph avoue aussi à Cynthia qu'il a autrefois aimé Jaya...
8. Épisode 8 : Le procès de Ramu, défendu par Vinod Mukesh, avec l'assistance de Sooni, commence. Au risque de s'attirer les foudres de la communauté britannique, Ian, persuadé de son innocence, témoigne vainement en sa faveur. Leena, quant à elle, suggère que le père de l'enfant, un Anglais inconnu, pourrait avoir commis le meurtre...
9. Épisode 9 : Tandis qu'Aafrin poursuit son histoire d'amour avec Alice, il subit les pressions des nationalistes, qui le somment de les rejoindre. Eugene Mathers succombe à une crise de malaria. Cynthia voit là l'occasion d'empêcher le mariage de Ralph et de Madeleine, en suggérant à celle-ci d'accompagner les cendres de son frère en Amérique. Parallèlement, lorsque le nawab local visite le club, les Britanniques tentent de le rallier à leur cause contre Gandhi. Mais lors d'un dîner donné en son honneur, il s'insurge : le club est en effet interdit aux Indiens...
10. Épisode 10 : Un vote est organisé pour autoriser les Indiens à fréquenter le club, au grand dam de Cynthia. Sarah Raworth et son fils rentrent en Angleterre. Le pasteur, qui a compris qu'Adam est le fils de Ralph, reproche à son compatriote de ne pas se préoccuper davantage de sa progéniture. Mais il se réjouit de poursuivre sa mission à la tête de l'orphelinat en compagnie de Leena. Après la tentative de suicide de Bhupi, Ralph confie à Aafrin qu'ils ont grandi ensemble. Ce dernier comprend qui a tué Jaya...

### Deuxième saison (2016)

#### 1935
1. Épisode 1 : Suspicions (Indian Man, British Suit) : 1935, trois années ont passé. Les tensions politiques se multiplient à Simla, la petite colonie britannique située au pied des contreforts de l’Himalaya. L’administration de l’Empire des Indes tente de réprimer le vent d’indépendance qui souffle sur la Petite Angleterre. La tentative d’assassinat contre le vice-roi et l’arrivée surprise de Lord Hawthorne viennent fortement compromettre l’avenir de Ralph Whelan.
2. Épisode 2 : Le milan noir (Black Kite) : Aafrin fait soigner Naresh qui, pris à tort pour un pamphlétaire, a été blessé. Celui-ci accuse ensuite Aafrin d'être un espion au service des Britanniques. Lord Hawthorne, un homme sans aucune expérience de l'administration d'un territoire, arrive d'Angleterre pour prendre le poste de vice-roi.
3. Épisode 3 : Les dieux d'ivoire (White Gods) : Ralph compte sur le maharaja d'Amritpur pour fédérer les autres rois et pour les pousser à soutenir le texte de loi britannique. De son côté, Aafrin, choqué par la violence de Naresh, envoie une lettre anonyme à Ralph. Il attire son attention sur la présence d'une bombe enterrée dans une grotte et sur une attaque terroriste, programmée cet été au cœur de Simla.
4. Épisode 4 : Le défilé (The Empty Chair). Madeleine organise un défilé de mode somptueux avec l'espoir d'impressionner Sirene. Lord Hawthorne, qui s'apprête à rentrer en Angleterre, assure à Ralph qu'il le recommandera pour le poste de vice-roi. Sooni oblige son frère à admettre sa participation dans la mort de Kaira.
5. Épisode 5 : Cache-cache (Hide and Seek) : Un tremblement de terre secoue Simla, manquant de peu d’exposer au grand jour la relation entre Aafrin et Alice. Ralph tente de contrôler les répercussions de la récente attaque contre Lord Hawthorne. Adam, quant à lui, décide de prendre son destin en mains. De son côté, Ralph commence à se poser des questions sur son passé.
6. Épisode 6 : Le jubilé (A Gift for the King) : Les événements se précipitent le jour du pique-nique organisé en l'honneur du jubilé du roi. Naresh utilise un orphelin innocent pour transporter la bombe cachée dans un paquet cadeau. N'ayant pas d'autre choix pour empêcher l'attentat, Aafrin se résout à prévenir Ralph.
7. Épisode 7 : La demande en mariage (The Proposal) : Après une sinistre partie de chasse au tigre, le maharaja et Sirène passent la nuit à Chotipool. Ils mettent en péril le mariage de Ralph et Madeleine. De son côté, Sooni doit faire son choix entre trois prétendants. Enfin, les Raworth, qui sont endeuillés, reviennent à Simla.
8. Épisode 8 : Un tricycle pour Percy (The Birthday Party) : Alice et Aafrin décident de s'enfuir en Australie. Courtisée par deux prétendants, Sooni doit faire un choix difficile qui risque de lui coûter ses relations avec sa famille. Le désir de Ralph de devenir vice-roi semble de plus en plus compromis.
9. Épisode 9 : Le gagnant rafle la mise (Winner Takes All) : Lorsque le nom du nouveau vice-roi est annoncé, Ralph, dépité, se rend compte que ses proches ont comploté contre lui.
10. Épisode 10 : Le départ (Leaving Home) : Aafrin ne peut pas empêcher le départ d'Alice et Charlie pour l'Angleterre. La maison des Whelan est vendue aux enchères. Cynthia et les Sood se battent pour remporter la vente. Des violences interreligieuses éclatent dans le pays...